# Van Reenen

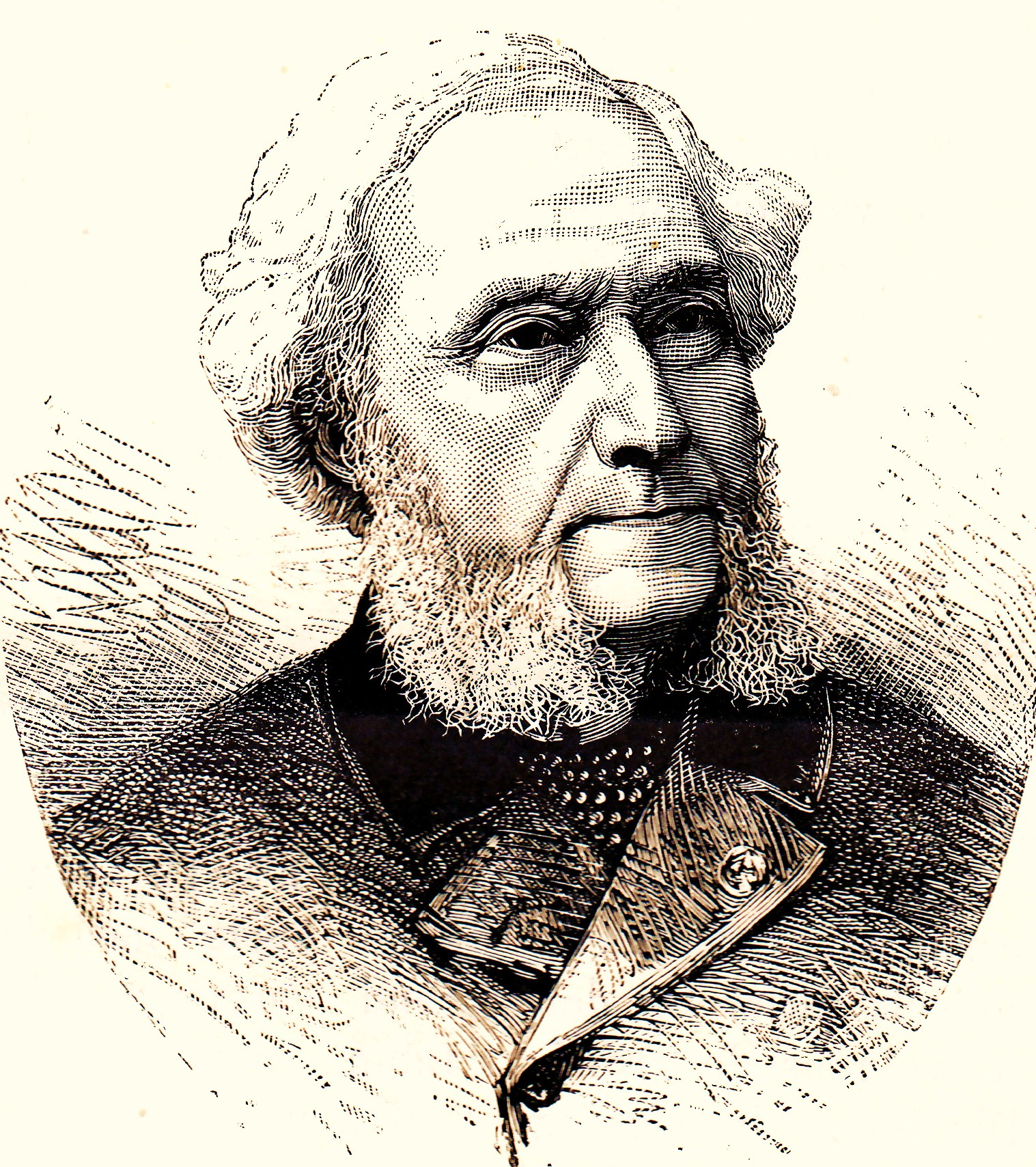
Gerlach Cornelis Joannes van Reenen (1818-1893).

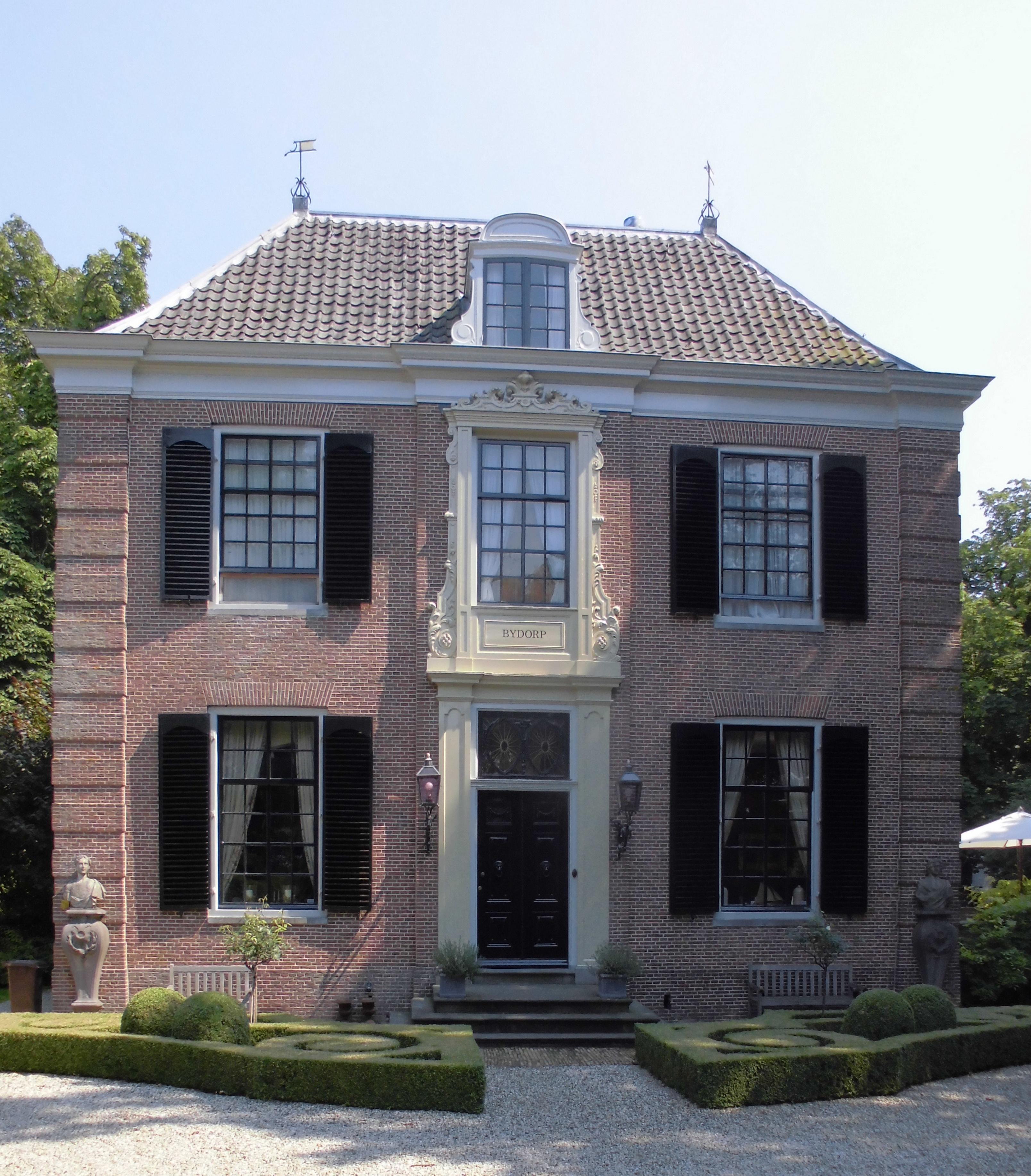
Bijdorp (Loenen aan de Vecht)

Van Reenen is een geslacht waarvan leden sinds 1876 tot de Nederlandse adel behoren.

## Geschiedenis
De stamreeks begint met Wolther Jansz. die waard was te Tiel en in 1595 daar trouwde. Nazaten waren vanaf begin 18e eeuw juristen te 's-Gravenhage, Jacobus Hendricus (1783-1845) naast hoogleraar ook politicus. Een zoon van de laatste, Gerlach Cornelis Johannes (1818-1893), werd op 5 januari 1876 verheven in de Nederlandse adel. De adellijke tak stierf in 2006 uit.
Van 1835 tot 1934 waren leden van de familie van Reenen eigenaar van huize Bijdorp (Loenen aan de Vecht).
In 1910 en 1956 werd het geslacht opgenomen in het genealogische naslagwerk Nederland's Patriciaat.

## Enkele telgen
Gerlagh Cornelis Joannes van Reenen (1752-1822), schepen van Amsterdam; trouwde in 1781 met Maria Petronella Schlosser Beeldsnijder (1755-1793), lid van de familie Beeldsnijder
- prof. mr. Jacobus Hendricus van Reenen, heer van Cronenburgh, Loenen en Nieuwersluis (1783-1845), hoogleraar burgerlijk recht, lid van de Tweede Kamer
  - jhr. mr. Gerlach Cornelis Joannes van Reenen (1818-1893), lid en voorzitter van de Tweede Kamer, minister, vicepresident van de Raad van State
    - jhr. mr. Jacob Hendrik van Reenen (1848-1930), voorzitter Algemene Rekenkamer
      - jkvr. Catharina Elisabeth van Reenen (1879-1948), dame du palais van koningin Wilhelmina; trouwde in 1901 jhr. mr. Willem Maurits de Brauw (1876-1962), deken van de Orde van Advocaten, kamerheer en rechtsgeleerd adviseur van het koninklijk huis, lid van de familie De Brauw

    - jhr. Fredrik van Reenen (1850-1916)
      - jhr. mr. Gerlach Cornelis Joannis van Reenen (1891-1967), diplomaat
        - jkvr. Dorothea van Reenen (1916-2006), laatste telg van de adellijke tak van het geslacht van Reenen; trouwde in 1941 met Willem Adriaan Storm de Grave (1911-1991), ritmeester, lid van de familie Storm de Grave

    - jhr. Gerlach Cornelis Joannes van Reenen (1852-1934), rentmeester kroondomein
      - jhr. mr. Gerlach Cornelis Johannes van Reenen (1884-1973), burgemeester van Nijkerk en Baarn

    - jkvr. Jacoba Clara Frederika van Reenen (1857-1931); trouwde in 1880 met mr. Henri Adolphe van de Velde (1855-1919), burgemeester, lid van Provinciale Staten en van de Tweede Kamer

  - mr. Jan Jacobus Henricus van Reenen, heer van Bergen (1821-1883), lid gemeenteraad en wethouder van Bergen; trouwde in 1854 met jkvr. Wilhelmina Jacoba Rendorp van Marquette (1832-1908), lid van de familie Rendorp
    - mr. Jacob van Reenen, heer van Bergen (1859-1951), burgemeester en secretaris van Bergen; trouwde in 1882 met Marie Amalie Dorothea Völter (1854-1925), publiciste
      - Hendrik Daniël Adolf van Reenen (1889-1972), burgemeester van Bergen

    - Maurits van Reenen (1875-1965)
      - Wilhelmina Jacoba van Reenen (1917-2004); trouwde in 1944 met Geert Lubberhuizen (1916-1984), oprichter en uitgever van De Bezige Bij
        - Bas Lubberhuizen (1946), horeca-uitbater, oprichter van een uitgeverij en stoker van eaux de vie
- mr. Joannes Willem van Reenen (1791-1852), lid van provinciale staten van Utrecht
  - Gerlach Cornelis Joannes van Reenen, heer van Lexmond, Achthoven en Lakerveld (1847-1901)
  - Jacobus Hendricus Cornelis van Reenen, heer van Hekelingen (1850-1923)
    - Jacobus Hendricus Cornelis van Reenen, heer van Lexmond, Achthoven en Lakerveld (1882-1971), hoogheemraad van Zeeburg en Diemerdijk

Geslachten die opgenomen zijn in het sinds 1910 verschijnende genealogische naslagwerk Nederland's Patriciaat. Lijst volgens opgave van het CBG Centrum voor familiegeschiedenis.
A · B · C · D · E · F · G · H · I · J · K · L · M · N · O · P · Q · R · S · T · U · V · W · Y · Z